# Clanis schwartzi
Clanis schwartzi is een vlinder uit de familie van de pijlstaarten (Sphingidae). De wetenschappelijke naam van de soort werd in 1993 gepubliceerd door Cadio.